# Dieter Rumstig
Dieter Rumstig (* 22. Juni 1928 in Berlin; † 4. September 2017 in Zehdenick) war ein deutscher Gitarrist, Musikpädagoge und Musikdramaturg.

## Leben
Rumstig studierte Gitarre bei Johannes Seelcke und von 1953 bis 1960 bei Bruno Henze, einem der Mitbegründer der Berliner Gitarrenschule.
Ab 1952 war er erster Gitarrist des Staatlichen Volkskunstensembles der DDR in Berlin-Köpenick und trat dort auch solistisch auf. Mit dem Ensemble unternahm er viele Tourneen durch Ost- und Westdeutschland sowie nach China (10. Dezember 1953 bis 11. März 1954).
Er war ab 1956 über fünfundzwanzig Jahre als Dozent für Gitarre an der Hochschule für Musik „Hanns Eisler“ Berlin tätig. Zu seinen Schülern gehören erfolgreiche Musiker wie Uwe Kropinski. Er wirkte als Musikdramaturg und initiierte 1976 die von 1982 bis 1990 stattgefundenen Internationalen Tage der Gitarre im Theater im Palast der Republik (TiP). Das zweijährlich stattfindende Gitarrenfestival wurde zum Podium international renommierter Gitarristen. Während dieser Zeit arbeitete er mit der Intendantin Vera Oelschlegel zusammen.
Ab 1961 war er Gitarrist beim Rundfunk der DDR. Er wirkte an mehreren Hörspielen zu Romanen der Kinder- und Jugendliteratur mit u. a. Die Schatzinsel, Tom Sawyers großes Abenteuer und Die Abenteuer des Huckleberry Finn. In der DDR-Verfilmung Der kleine Prinz (nach Antoine de Saint-Exupéry) von Konrad Wolf im Jahr 1966/72 übernahm er den Solistenpart. Er war Interpret politischer Lieder von Hanns Eisler, die von Ernst Busch gesungen wurden, sowie Instrumentalist in Opern und Balletten wie Gioachino Rossinis an von der Staatskapelle Berlin unter Otmar Suitner aufgeführten Oper Barbier von Sevilla von und Der hinkende Teufel von Wilhelm Neef, wo er mit dem Rundfunk-Sinfonieorchester Leipzig unter Adolf Fritz Guhl und Horst Neumann musizierte.
Er konzertierte ab 1974 im Duo mit seiner Schülerin und späteren Ehefrau Barbara Richter. Sie bereisten unter anderem Frankreich, Italien, Mexiko, die Tschechoslowakei, BRD und Sowjetunion. Ihr musikalisches Interesse galt Johann Sebastian Bach und Fernando Sor. Zeitgenössische Komponisten wie Andre Asriel, Reiner Bredemeyer, Jürgen Ganzer, Paul-Heinz Dittrich und Georg Katzer widmeten ihnen Stücke. Mehrere Aufnahmen entstanden, u. a. die CD Meisterwerke für zwei Gitarren.
Rumstig war Juror bei internationalen Gitarrenwettbewerben, so 1984 in Havanna unter dem Vorsitz von Leo Brouwer.
1991 zog er mit seiner Frau nach Kappe, Gemeinde Zehdenick und war lange Jahre 1. Vorsitzender und Gitarrenlehrer im Kunstinstitut BAJA e. V., das in Templin ansässig war. Zusammen mit seiner Frau veranstaltete er dort von 1993 bis 2011 jährlich das Internationale Gitarrenfestival (mit Gitarrenwettbewerb).

## Auszeichnungen
- 1979: Goethepreis der Stadt Berlin
- 1984: Vaterländischer Verdienstorden in Bronze[9]

## Schüler
- Thomas Blumenthal, Gitarrist und Musikpädagoge
- Thomas Bruns, Gitarrist und Dramaturg
- Renate Haufe (* 1940), geborene Winkler,  Gitarristin, Mandolinistin, Mitglied im Mandolinentrio Intermezzo, Musikpädagogin und Ensembleleiterin in Berlin[10][11][12][13]
- Uwe Kropinski, Improvisations- und Jazzgitarrist
- Martin Rätz (* 1936), Gitarrist, Komponist, Musikpädagoge, Hochschullehrer und Ensembleleiter[14][15]
- Brigitte Rehme (* 1938), geborene Löffler, Gitarristin und Musikpädagogin, Lehrbeauftragte an der Hochschule für Musik „Hanns Eisler“ 1975–1978 und 1994–1999, Gitarrenlehrerin an der Musikschule Friedrichshain 1978–2003[16]
- Barbara Richter, Gitarristin und Musikpädagogin
- Manfred Uhlmann (1938–2021), Gitarrist, Musikpädagoge und Ensembleleiter an der Musikschule Frankfurt (Oder), Oberreferent für Musik[17][18][19]

## Diskografie
- 1960: Fünf Harzer Jodler, mit der Jodlerin Helga Wehage (Eterna 530 061)[20]
- 1965: Hanns Eisler: Legenden, Lieder und Balladen von 1914–1934 (Eterna) gesungen von Ernst Busch
- 1967: Hanns Eisler: Legenden, Lieder und Balladen von 1914–1924 (Aurora) gesungen von Ernst Busch
- 1967: Volkslieder aus dem Harz (Eterna)
- 1968: Hilmar Thate singt Brecht (Litera) in Kompositionen von Brecht, Dessau, Eisler, Hosalla
- 1968: Mariana Pineda (Litera)
- 1970: Märchenland-Wunderland (Litera)
- 1974: Die Schatzinsel (Litera) von Robert Louis Stevenson
- 1976: Tom Sawyers großes Abenteuer (Litera) Text nach Motiven von Mark Twain, Stefan Heym und Hanuš Burger
- 1976: Huckleberry Finn (Litera) von Mark Twain
- 1980: Lied-Wort-Dokument (Eterna) im deutschen antifaschistischen Widerstand 1933–1945
- 1982: Bertolt Brecht (Deutsche Grammophon)
- 1983: Bergweihnacht (Amiga)
- 1985: Meisterwerke für zwei Gitarren (Deutsche Schallplatten)
- 1986: Wilhelm Neef: Der hinkende Teufel (Deutsche Schallplatten)
- 1987: Paul-Heinz Dittrich: Motette für 2 Gitarren und Elektronik (Deutsche Schallplatten)
- 1994: Meisterwerke für zwei Gitarren (Edel Classics)
- 1995: Gioachino Rossini: Il barbiere di Siviglia (Edel Classics)
- 1995: Sang und Klang im Harzerland (Sonia)
- 1996: Musik in der DDR Vol. 3 (Edel Classics)
- 1998: Highlights Of Spanish Music (Edel Classics)
- 2000: Virtuoso (Edel Classics)
- 2001: Musik in Deutschland: Unterhaltende Sinfonik (Red Seal)
- 2001: Holiday Classics-Box (Edel Classics)
- 2007: Spanish classics (Edel Classics)
- 2007:  60 Jahre Amiga Vol. 16 (Amiga/BMG)
- 2007: Petite Fleur, Die Solistenparty (Amiga/BMG)
- 2009: Guitarre: Greatest Works (Berlin Classics)

## Filmografie
- Lesesaal (1971)
- Der kleine Prinz (1966/72, TV)

## Hörspiele
Siehe dazu die Hörspieldatenbank.
- 1962: Mark Twain: Tom Sawyers großes Abenteuer (als Komponist) – Bearbeitung: Stefan Heym, Regie: Karl-Heinz Moebius (Kinderhörspiel – Litera)
- 1963: Joachim Kupsch: Die galanten Abenteuer Münchhausens (als Komponist und Gitarrensolist) – Regie: Dietrich Liebscher (Hörspiel – Litera)
- 1963: Walter Krumbach: Die gestohlenen Ostereier (als Gitarrensolist) – Regie: Renate Thormelen (Kinderhörspiel – Litera)
- 1966: Robert Louis Stevenson: Die Schatzinsel (als Gitarrensolist) – Regie: Theodor Popp (Kinderhörspiel – Rundfunk der DDR)
- 1967: Mark Twain: Die Abenteuer des Huckleberry Finn (als Gitarrensolist) – Regie: Walter Niklaus (Kinderhörspiel – Rundfunk der DDR)
- 1967: Walter Püschel: Robin und die Häuptlingstochter (als Komponist) – Regie: Lutz Erdmann (Kinderhörspiel – Rundfunk der DDR)
- 1977: Jerzy Janicki: Das Kennwort (als Komponist) – Regie: Helmut Hellstorff (Rundfunk der DDR)
- 1982: Jacob Grimm/Wilhelm Grimm: Der Gevatter Tod (als Komponist) – Regie: Uwe Haacke (Kinderhörspiel – Rundfunk der DDR)
- 1984: Holmar Attila Mück: … und dafür hörst du den Gesang der Gräser (als Gitarrensolist) – Regie: Uwe Haacke (Kinderhörspiel – Rundfunk der DDR)